# Collegio degli Augustali

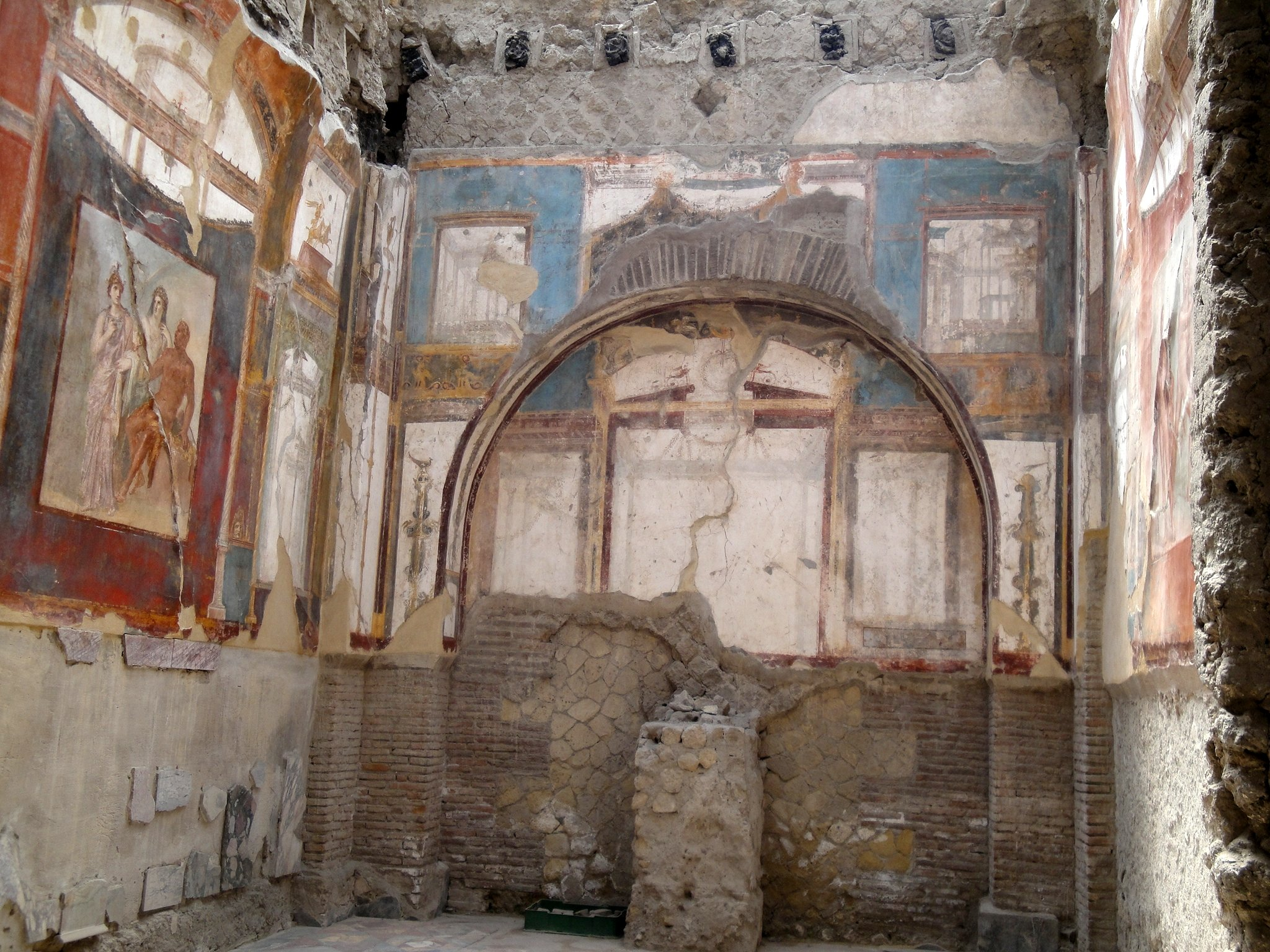
Blick auf das Sanktuarium

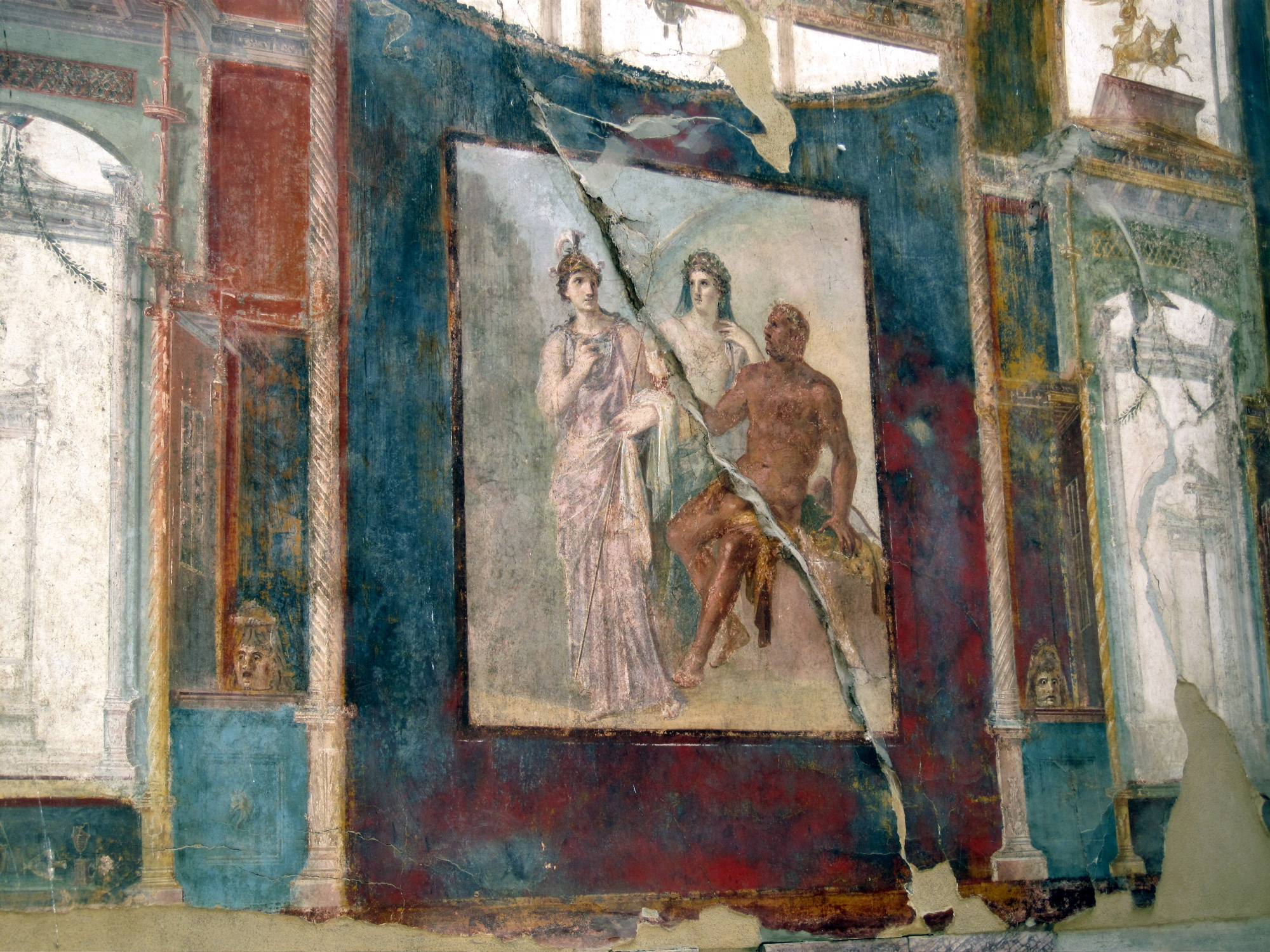
Herkules, Minerva und Juno

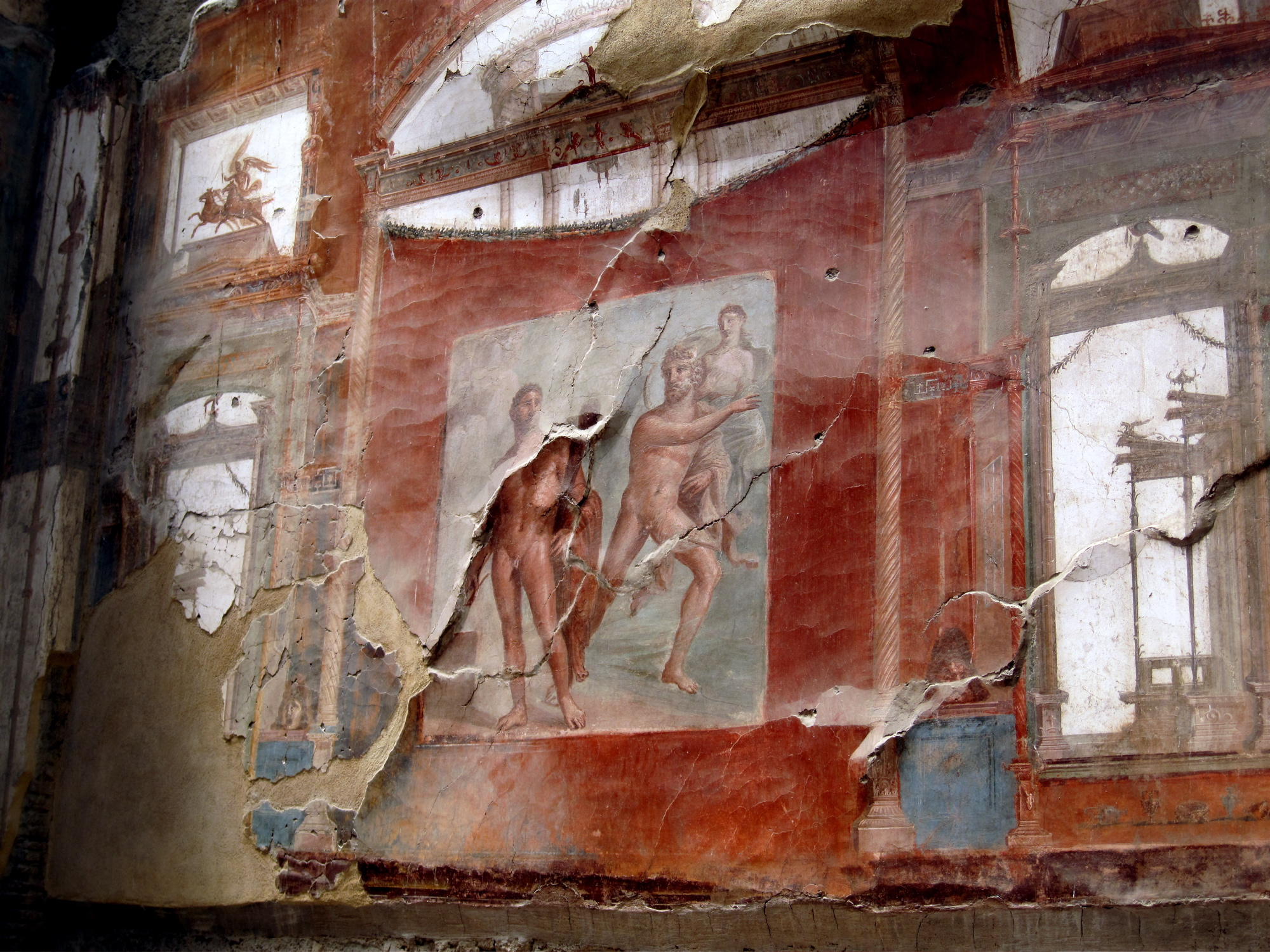
Herkules, Achelous und Deianira

Das Collegio degli Augustali, auch Sede degli Augustali, ist ein Versammlungsort der Augustales, die den Kaiserkult des Augustus in Herculaneum (Insula VI, 21, 24) organisierten. Der Bau ist wegen seiner gut erhaltenen und qualitätsvollen Wandmalereien von besonderem Interesse und eine der Attraktionen des antiken Ortes. Er wurde zwischen 1740 und 1743 unsystematisch ausgegraben, wobei die Ausgräber Statuen und den marmornen Fußboden entfernten. Aus dieser Zeit stammt ein erster Plan. Das Gebäude wurde von 1960 bis 1962 unter der Leitung von Amedeo Maiuri vollständig freigelegt. Wegen der früheren Ausgrabungen gab es nur wenige Funde. Eine Inschrift berichtet, dass Aulus Lucius und Aulus Lucius Iulianus am Ende der augusteischen Zeit den Bau oder eine Statue in Auftrag gaben. Die beiden richteten am Tag der Einweihung auch ein Bankett aus.
Der Bau steht im Zentrum der antiken Stadt, gegenüber der Basilica Noniana, und besteht aus einer Halle, die von vier Säulen getragen wird. Der Bau steht an der Ecke einer Insula und ist – von den beiden Straßenseiten abgesehen – vollkommen von der Casa del Colonnato Tuscanico umgeben. Links und rechts vor dem Eingang befinden sich zwei kleinere, undekorierte Räume. Im Zentrum der eigentlichen Halle befindet sich ein ausgemalter Raum: das Allerheiligste (Sanktuarium). Davor stehen zwei Statuenbasen, die einst Standbilder von Gaius Iulius Caesar und Augustus trugen. Die eigentliche Halle war dagegen eher schmucklos. Die Sockelzone ist schwarz, die Wand darüber nur weiß verputzt.
Es ist unsicher, welche Gottheit im Allerheiligsten verehrt wurde. An den beiden Seitenwänden des Heiligtums befinden sich großfigurige Malereien im 4. Stil. Auf der Nordwand sieht man Hercules, Achelous und Deïaneira. Auf der Südwand erscheinen Hercules, Minerva, und Juno (oder Hebe). Die Rückwand zeigt nur Architekturen. Hier stand einst eine Statue. Der Sockel steht noch vor Ort. Die Vorliebe für Hercules in den Malereien ist sicherlich kein Zufall. Nach Dionysios von Halikarnassos soll die Stadt von dem Halbgott gegründet worden sein. Ihm mag der Schrein gewidmet gewesen sein. Das Allerheiligste wurde nach Zerstörungen des Erdbebens von 62 n. Chr. errichtet.